# Giáo hoàng Piô VI
Piô VI (Tiếng La Tinh: Pius VI, tiếng Ý: Pio VI) là vị giáo hoàng thứ 250 của giáo hội Công giáo Rôma.
Theo niên giám Tòa thánh năm 1806 thì ông lên ngai tòa Phêrô vào năm 1774 và cai quản giáo hội trong 24 năm 6 tháng 14 ngày. Niên giám tòa thánh năm 2003 xác định ông đắc cử Giáo hoàng vào ngày 15 tháng 2 năm 1775. Ngày khai mạc chức vụ mục tử Đoàn chiên Chúa là ngày 22 tháng 2 năm 1775 và kết thúc triều đại của mình vào ngày 29 tháng 8 năm 1799.
Trong lúc trị vì, ông phải đối diện với hai vấn đề lịch sử cực kỳ quan trọng: Đại cách mạng Pháp và sự leo thang độc đoán của Napoléon Bonaparte. Cả hai sự kiện đó đã đặt lên vai ông những vấn đề lớn. Napoléon viện cớ xâm chiếm Quốc gia Giáo hoàng, bắt Giáo hoàng Piô VI làm tù binh và áp giải ông đến Pháp. Tuổi tác và bệnh tình nghiêm trọng, ông qua đời chỉ một vài ngày sau đó.

## Giáo hoàng
Giáo hoàng Piô VI sinh tại Cesena với tên khai sinh là Giovanni Angelo Baraschi vào ngày 27 tháng 11 năm 1717 tại Cesena, Ý. Ông là người kế nhiệm Giáo hoàng Clêmentê XIV.

### Năm thánh 1775
Năm Thánh lần thứ 19 - 1775 đã được cố Giáo hoàng Clêmentê XIV chuẩn bị. Khi Clêmentê XIV qua đời, tân Giáo hoàng Piô VI đã khai mạc Năm Thánh. Năm Thánh 1775 cũng là Năm Thánh ngắn nhất trong lịch sử.

### Đế quốc Áo

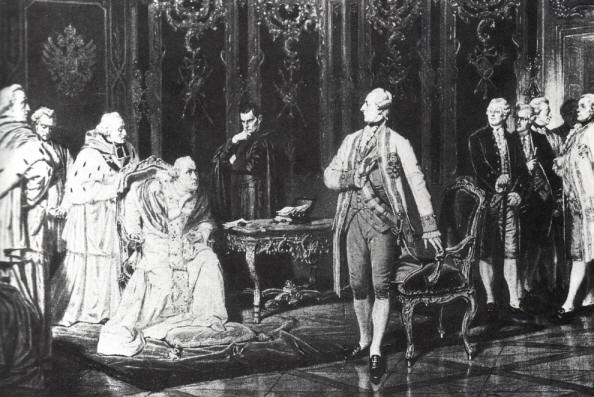
Giáo hoàng VI gặp Hoàng đế Joseph II của nhà Habsburg.

Sau nhiều năm đấu tranh của Tòa Thánh, cuối cùng quyền tối cao thiêng liêng của họ cũng được nhìn nhận. Nhưng chủ trương Pháp giáo (Gallicanisme) đã gây nhiều ảnh hưởng sang đế quốc Áo dưới triều vua Joseph II (1765–1790). Hoàng đế nước Áo giành lấy quyền bổ nhiệm các Giám mục và cấm công bố sắc lệnh của Giáo hoàng khi chưa có sự chấp nhận của triều đình. Từ năm 1782 - 1789, Joseph II giải tán gần 700 tu viện. Trước tình cảnh đó, Giáo hoàng Piô VI phải đích thân sang Áo (1782) để thuyết phục hoàng đế Joseph II nhưng vô hiệu.

## Cuộc Đại cách mạng Pháp

### Bản Dân hiến giáo sĩ
Năm 1789, bùng nổ cuộc Đại cách mạng Pháp. Ngày 14 tháng 7, dân chúng đánh chiếm ngục Bastille, cuộc nổi dậy bùng nổ ở nhiều nơi trong cả nước. Ngày 4 tháng 8 quốc hội thảo luật việc thành lập một chế độ mới. Tài sản của giáo hội cũng như các tu viện bị quốc hữu hóa.
Theo tinh thần thời Ánh Sáng và chủ trương Pháp giáo, ngày 12 tháng 7 năm 1790, quốc hội phổ biến bản Dân hiến Giáo sĩ gồm 89 khoản, tổ chức lại Giáo hội Pháp được chia làm bốn cương mục: Phụng vụ, Tuyển cử, Bổng cấp và Trú sở. Theo đó từ nay chỉ có 83 giáo phận theo ranh giới tỉnh mới (thay vì 134); chức giám mục và cha sở sẽ do hội đồng tuyển cử gồm cả người ngoại đạo bầu lên; sau đó mới thông tin cho Giáo hoàng.
Trước khi bản Dân hiến được thi hành, cần có sự phê chuẩn của nhà vua. Ở vào một tình thế bối rối khó xử, vua Pháp Louis XVI trao bản Dân hiến cho Tòa thánh Rôma xét xử và quyết định.
Trong khi chờ đợi, ngày 24 tháng 8, vua Louis XVI bị bắt buộc phải phê chuẩn bản Dân hiến. Ngày 28 tháng 11, quốc hội buộc các giáo sĩ trong vòng tám ngày phải thề hứa tuân theo bản Dân hiến. Các giáo sĩ không tuyên thệ không được làm việc nữa, họ được thay thế dần bằng các giám mục và linh mục do dân bầu lên.
Giáo hoàng Piô VI ngần ngại mãi, ông sợ một hội nghị lập hiến sẽ lấy của Tòa thánh đất Comtat Venaissin nằm trong lãnh thổ Pháp, và cũng sợ gây rối loạn trong nước.
Ngày 10 tháng 3 năm 1791, Giáo hoàng Piô VI công bố đoản sắc "Quod Aliquantulum" kết án bản "Dân Hiến Giáo sĩ" trong đó có nêu: 
| “                   | ...Quyền tự do tuyệt đối chẳng những tạo ra quyền khỏi phải bận tâm đến những ý kiến của tôn giáo, lại còn cho phép nghĩ, viết, xuất bản về tôn giáo cách vô tội vạ, bất cứ cái gì do trí tưởng tượng gợi ra. Quyền quái lạ như thế mà Nghị hội dám coi là quyền tự nhiên của con người. Còn gì vô tâm hơn việc thiết lập giữa con người thứ bình đẳng tự do phóng túng này, nó sẽ giết chết lý trí... Còn gì trái ngược với quyền của Thượng đế Hóa Công, Đấng hạn chế tự do con người bằng cấm đoán làm điều ác, hơn thứ tự do suy nghĩ hành động, mà quốc hội thuận cho con người trong xã hội, như một thứ quyền tự nhiên không thể hủy diệt! | ” |
| — Giáo hoàng Piô VI | |   |

Ngày 13 tháng 4 năm 1791, ông ra đoản sắc "Caritas" tuyên bố bản "Dân hiến giáo sĩ" đã xây dựng trên những nguyên tắc lạc thuyết. Giáo hoàng đòi những vị tuyên thệ phải rút lại lời thề và cấm các giám mục mới được bầu không được thi hành sứ vụ.
Ngày 18 tháng 8 năm 1794, Giáo hoàng Piô VI lại ban hành Sắc chỉ "Auctorem fidei" lên án 25 điều của Thượng hội đồng Pistoie (1786).

### Napoléon tấn công Tòa thánh
Ngày 27 tháng 10 năm 1795, Chấp chính viện (Directoire) lên cầm quyền với một hiến pháp mới: Hiến pháp năm III dân quốc. Cuộc bách hại Giáo hội còn diễn ra ở nhiều nơi, kéo dài thêm 4 năm nữa. Quân đội của Napoléon Bonaparte hành quân vào kinh thành Rôma.
Giáo hoàng Piô VI coi Napoléon Bonaparte như một tên tay sai của địa ngục, vì Napoléon đã được phong làm tổng chỉ huy để thưởng công đã diệt trừ được những người bảo hoàng sùng đạo ngày 13 tháng Hái nho và Giáo hoàng đã hết sức giúp đỡ nước Áo trong cuộc chiến tranh đầy gian khổ. Sau khi vua Mơde nộp thành Măngtu cho người Pháp, Napoléon Bonaparte mở cuộc tấn công vào đất đai Tòa thánh.
Quân đội của Giáo hoàng bị tan vỡ ngay từ trận đầu và tháo chạy. Các thành phố lần lượt đầu hàng Napoléon. Giáo hoàng Piô VI khiếp sợ đã viết một bức thư lời lẽ khẩn khoản giao cho cháu là Hồng y Máttêi cùng đi với một phái đoàn mang đến Napoléon Bonaparte để cầu hòa. Napoléon đã chấp nhận lời đề nghị.
Ngày 19 tháng 2 năm 1797, Giáo hoàng Piô VI phải ký hòa ước Tolentino với điều kiện là Giáo hoàng phải nhường lại cho Pháp một bộ phận đất đai khá rộng và giàu có nhất gồm đất Avignon, Venaissain và ba vùng Bắc Ý là Bolonia, Ferrara và Ravenna để lập nước Cộng hòa Cisalpina, trả một khoản đảm phụ 30 triệu Phrăng vàng, nộp những bức tranh và những bức tượng đẹp nhất trong các viện bảo tàng. Năm sau, Berthier tiến quân vào giáo đô, trục xuất Giáo hoàng Piô VI và lập nước Cộng hòa Rôma. Vị Giáo hoàng 82 tuổi phải rời khỏi Rôma ngày 20 tháng 12 năm 1798 bị đưa đến Valence và qua đời ngày 29 tháng 8 năm 1799. Trong lịch sử giáo hội Công giáo hiện đại, ông là vị Giáo hoàng đầu tiên qua đời ở ngoài nước Ý.